# Himeropteryx
Himeropteryx é um gênero de traça pertencente à família Arctiidae.